# أزهر سعيد
أزهر سعيد (25 ديسمبر 1970 بلاهور في باكستان - ) هو لاعب كريكت باكستاني.

## وصلات خارجية
- أزهر سعيد على موقع إي آس بي آن كريك إنفو (الإنجليزية)